# Szauszka
Szauszka (Szawuszka) — hurycka i hetycka bogini miłości i wojny. Uważana za siostrę Teszuba. Wyobrażano ją sobie jako skrzydlatą boginię stojącą na grzbiecie lwa. Utożsamiana z Hebat, Isztar, Astarte.